# Baldratia terteriani
Baldratia terteriani är en tvåvingeart som först beskrevs av Boris Mamaev och Mirumian 1990.  Baldratia terteriani ingår i släktet Baldratia och familjen gallmyggor.
Artens utbredningsområde är Armenien. Inga underarter finns listade i Catalogue of Life.